# 石宝殿古墳
石宝殿古墳（いしのほうでんこふん）は、大阪府寝屋川市打上にある古墳。国の史跡に指定されている。

## 概要
大阪府北東部、生駒山地北端の丘陵斜面上に築造された終末期古墳である。打上神社（高良神社）の裏山に所在する。古くは江戸時代の史料に記述が見えるほか、これまでに実測調査・発掘調査が実施されている。
現在は墳丘封土が認められないが、本来は墳丘封土を伴わないとする説と八角形古墳とする説がある。埋葬施設は横口式石槨で、南方向に開口する。花崗岩の巨石2個をくり抜き組み合わせて構築したもので、前面にはさらに巨石2個を据えて羨道とする。伝出土品として江戸時代に金銅製壺（現在は所在不明）の発見が知られるほか、発掘調査の出土品として須恵器片（TK217型式古段階：一説に混入品）・瓦器椀（中世期の古墳信仰遺物）等がある。
築造時期は古墳時代終末期の7世紀中葉頃と推定される。周辺では古墳時代後期の6世紀代の群集墳として打上古墳群・打上神社古墳群が知られるが、本古墳はそれらの営造後に単独墳として築造された有力豪族墓になる。横口式石槨は終末期の有力支配者層の墓制とされ、大阪府の中・南河内や奈良県の明日香地域に集中的に認められるが、北河内では本古墳が唯一であり、かつ花崗岩の巨石をくり抜いて構築する数少ない例の古墳になる。
古墳域は1973年（昭和48年）に国の史跡に指定されている。

## 遺跡歴
- 安永3年（1774年）、付近で金銅製骨蔵器の発見、極楽寺境内に再埋納（『河内名所図会』、大田南畝の『河州交野壺』、三宅家文書）[2][3]。
- 享保元年（1801年）刊行の『河内名所図会』に記述（文献上所見か）[2][1][3]。
- 1874年（明治7年）、堺県令の税所篤に極楽寺埋納壺の売却願（以後の所在不明）[3]。
- 大正年間、梅原末治による実測調査（1914年に報告）[1]。
- 1973年（昭和48年）5月10日、国の史跡に指定[5]。
- 1978年（昭和53年）、実測調査（寝屋川市教育委員会、1979年に報告）[1]。
- 1988年度（昭和63年度）、羨道部修復に伴う発掘調査（寝屋川市教育委員会、1990年に報告書刊行）[1]。

## 埋葬施設

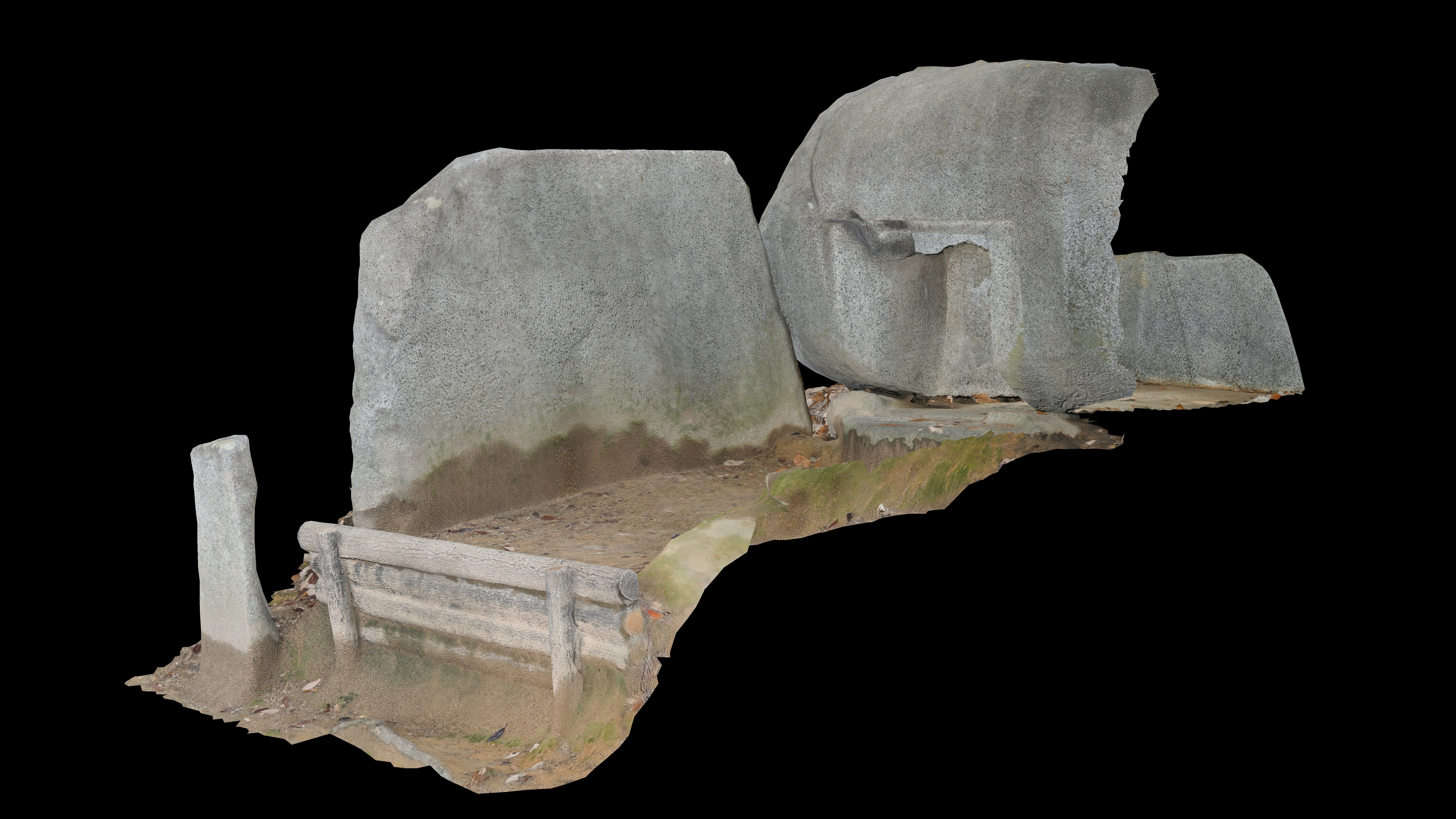
石槨パース図

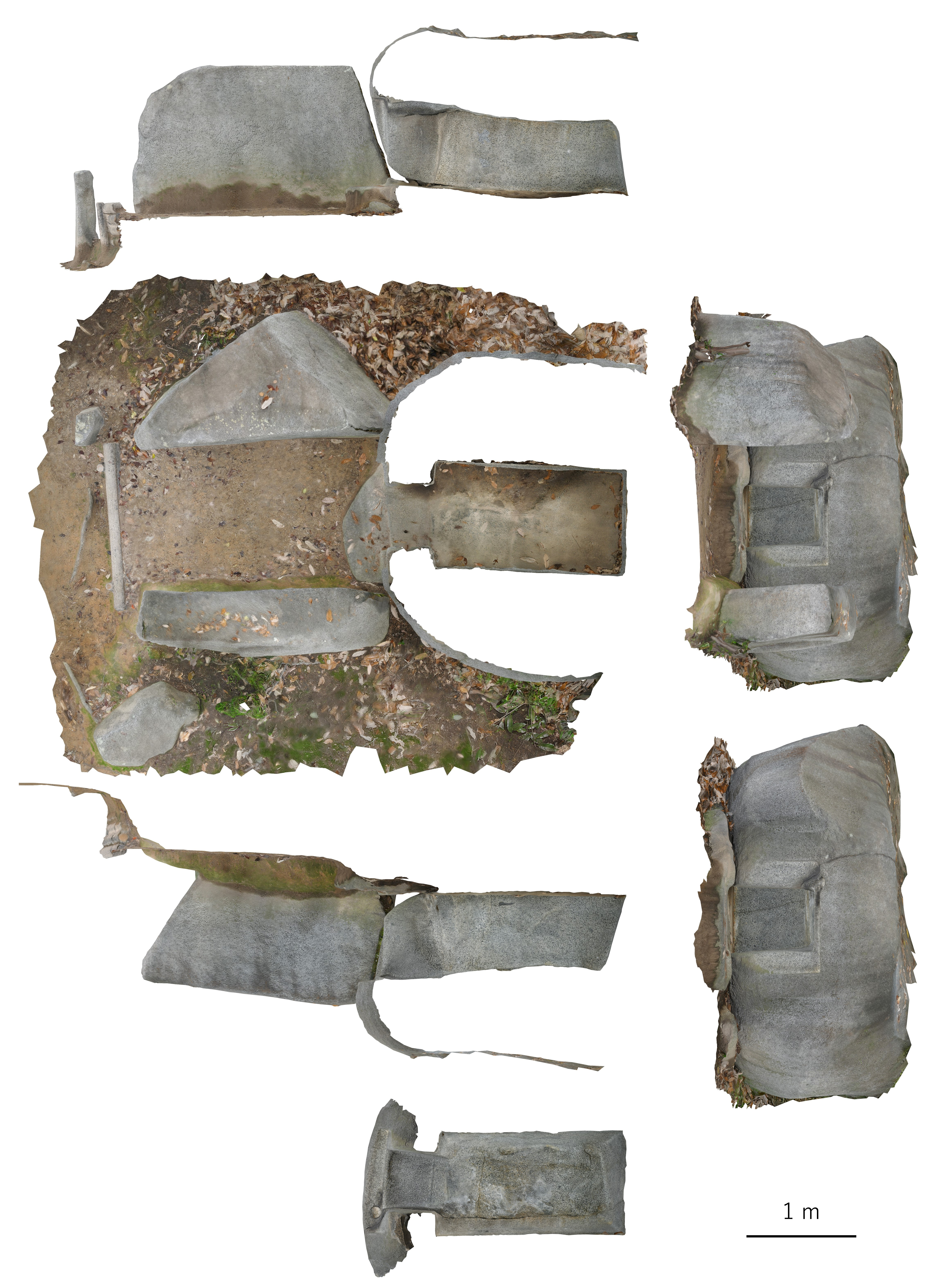
石槨展開図

埋葬施設としては、横口式石槨が構築されている。石槨は花崗岩の巨石2個を組み合わせたもので、平らに加工した底石（下石）の上に、横口部をくり抜いた蓋石（上石）を載せる。底石は南北長約3メートル・厚さ約0.10メートル、蓋石は直径約3.2メートル・厚さ約1.7メートルを測る。蓋石の横口部は長さ約2.30メートル・幅約0.55メートル・高さ約0.70メートルを測り、入り口から約0.90メートル奥からは幅が約0.90メートルと直角に広くなる一方で高さは約0.68メートルと狭くなり、入り口前面には閉塞用の扉石（西側に片開き、現在は欠失）の仕口・軸受け穿孔が認められる。類似構造の横口式石槨としては、竜田御坊山3号墳石槨（奈良県斑鳩町、奈良県立橿原考古学研究所附属博物館保管）、鬼の俎・鬼の雪隠（奈良県明日香村）が知られる。
玄室前には花崗岩の巨石2個を左右に据え、羨道を形成する。東側石は長さ約2.4メートル・高さ約1.5メートル・厚さ約0.40メートルの割石で、西側石は最大幅約1.2メートルの三角錐台状の割石である。羨道の天井石は発見されていないため、側石のみを据えたと推測される。
また石槨後背（北側）の少し離れた位置には東西に列石が認められる。列石は4個からなり、石槨後背正面の3個は東西一列に並ぶが、西端の1個（1988年度（昭和63年度）調査で発見）はその列とは135度の角度をなして据えられる。この列石の意味は詳らかでなく、墓域の区画石とする説、墳丘封土の土留め石とする説、地山の土留め石とする説が挙げられるが、墳丘封土の土留め石とすれば元々の墳丘が八角形をなした可能性が示唆される。また石槨と列石との間には石敷きも認められる。なお、4個の他に列石にあたる石は認められていない。

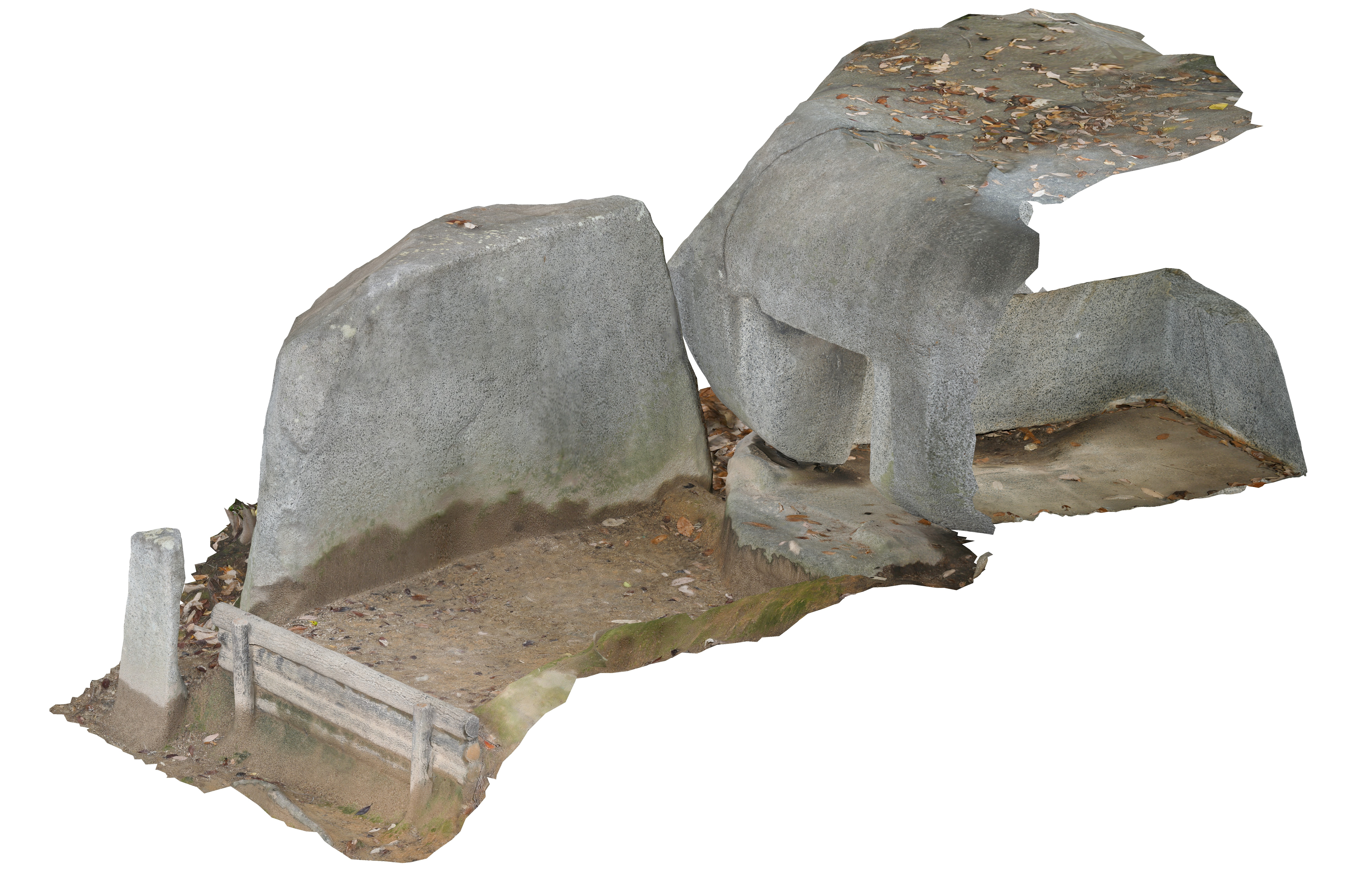
石槨俯瞰図
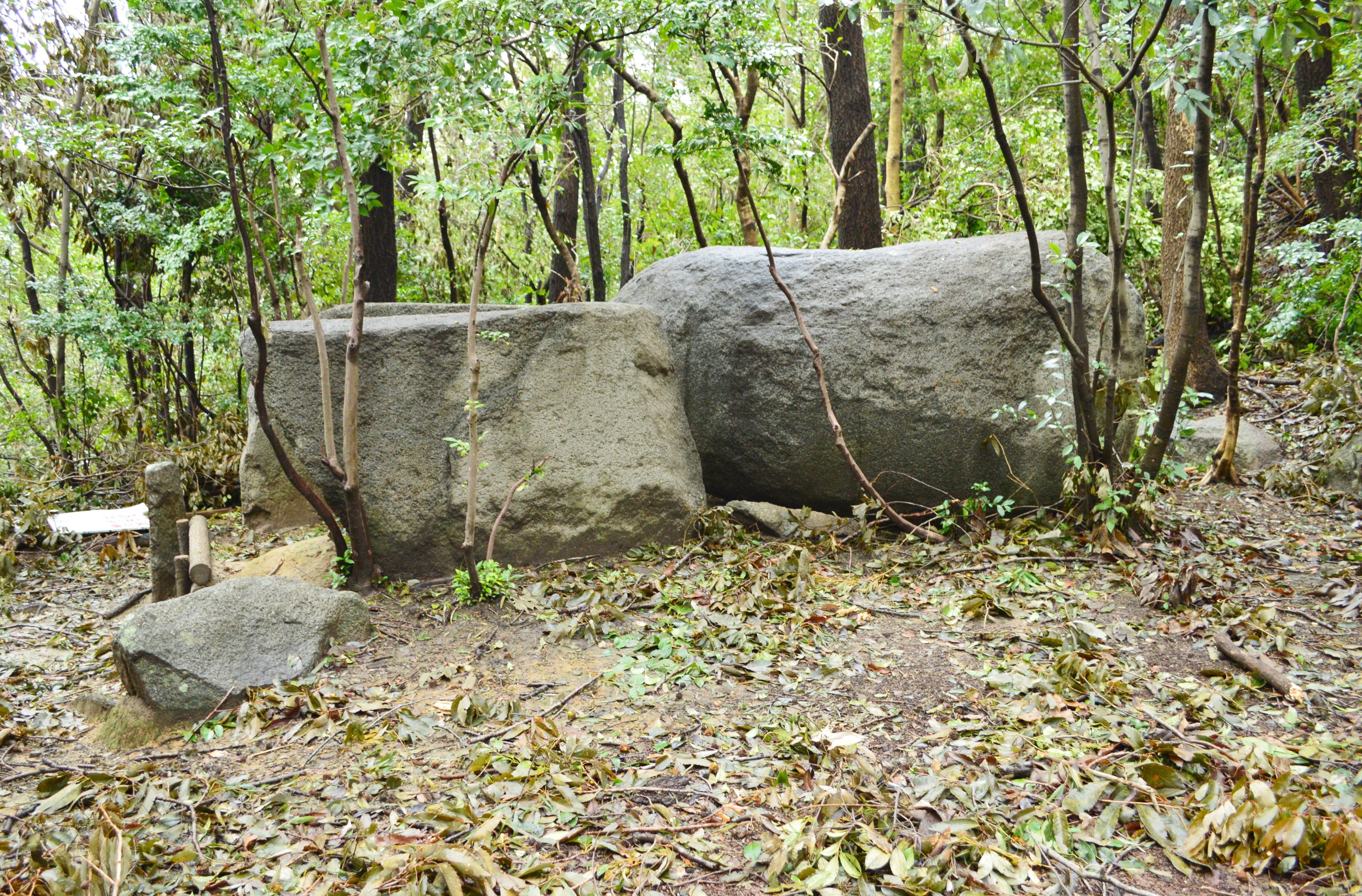
羨道（左）・石槨（右）
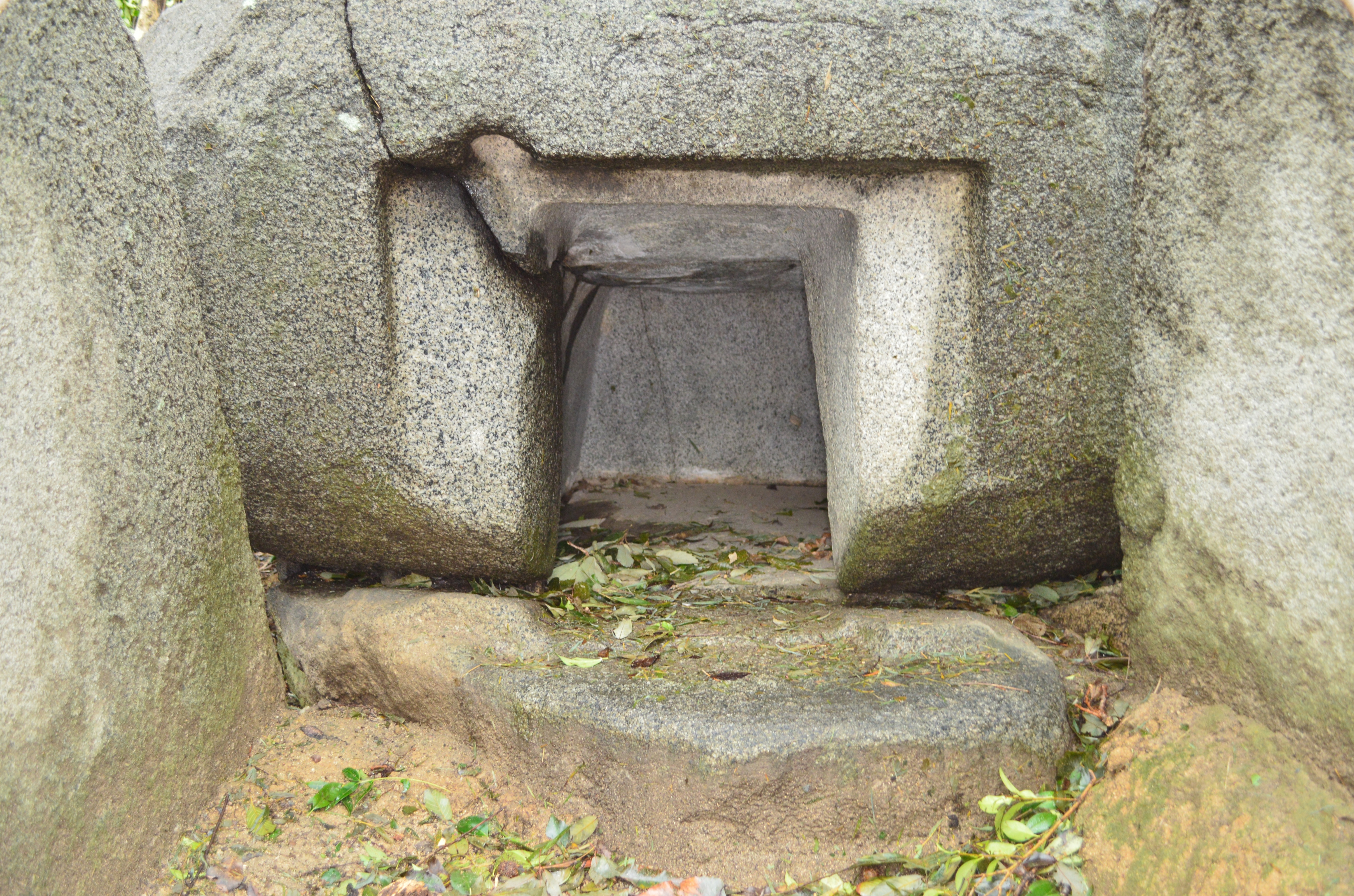
石槨入り口
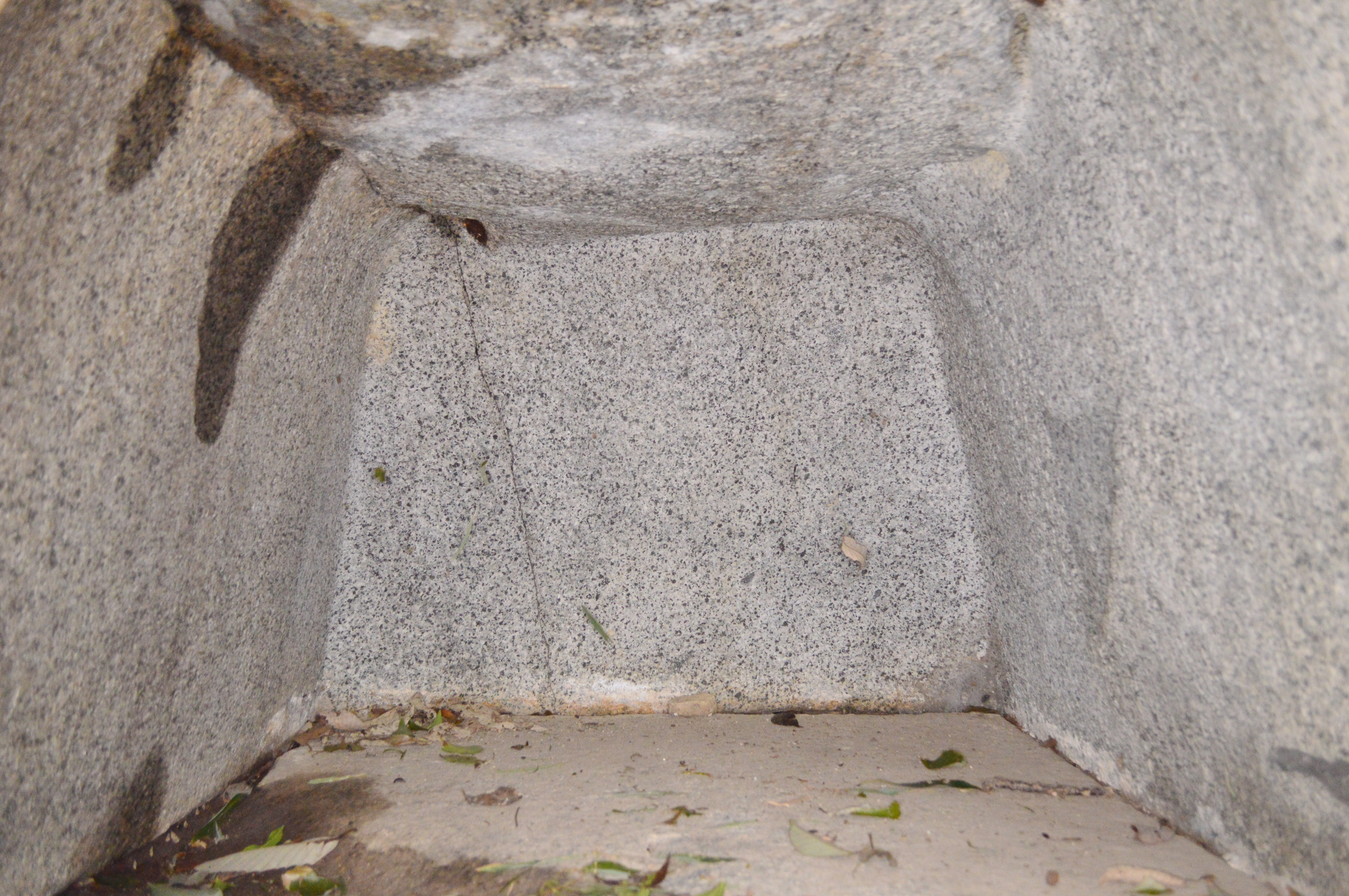
石槨内部

## 文化財

### 国の史跡
- 石宝殿古墳 - 1973年（昭和48年）5月10日指定[5]。